# Gran Premio motociclistico d'Olanda 2022
Il Gran Premio motociclistico d'Olanda 2022 è stato l'undicesima prova del motomondiale del 2022. Le vittorie nelle quattro classi sono andate a: Francesco Bagnaia in MotoGP, Augusto Fernández in Moto2, Ayumu Sasaki in Moto3, Dominique Aegerter e Eric Granado nelle due gare della MotoE. Per il pilota giapponese Sasaki, si tratta della prima vittoria nel contesto del motomondiale.

## MotoGP
La gara della MotoGP vede quattro moto italiane, le due Ducati di Francesco Bagnaia e Marco Bezzecchi, rispettivamente primo e secondo, e le due Aprilia di Maverick Viñales e Aleix Espargaró, rispettivamente terzo e quarto, piazzarsi ai primi quattro posti della classifica: un poker che in classe regina non si verificava da mezzo secolo, ovvero dal Gran Premio delle Nazioni 1972 che, nella classe 500, vide le MV Agusta di Giacomo Agostini e Alberto Pagani davanti alle Ducati di Bruno Spaggiari e Paul Smart.
In generale, la gara di Assen vede una top seven costituita da sole moto di produzione europea, le italiane Ducati (4) e Aprilia (2) e l'austriaca KTM (1): un fatto che in top class non accadeva da 53 anni, ovvero dal Gran Premio di Jugoslavia 1969 dove l'intera zona punti della mezzo litro venne monopolizzata da marchi del vecchio continente, le britanniche Norton e Matchless e le italiane Paton, LinTo e Aermacchi.

### Arrivati al traguardo
| Pos. | Nº | Pilota                | Squadra                     | Motocicletta       | Giri | Tempo     | Griglia | Punti |
| ---- | -- | --------------------- | --------------------------- | ------------------ | ---- | --------- | ------- | ----- |
| 1º   | 63 | Francesco Bagnaia     | Ducati Lenovo               | Ducati Desmosedici | 26   | 40'25.205 | 1º      | 25    |
| 2º   | 72 | Marco Bezzecchi       | Mooney VR46 Racing          | Ducati Desmosedici | 26   | +0.444    | 4º      | 20    |
| 3º   | 12 | Maverick Viñales      | Aprilia Racing              | Aprilia RS-GP      | 26   | +1.209    | 11º     | 16    |
| 4º   | 41 | Aleix Espargaró       | Aprilia Racing              | Aprilia RS-GP      | 26   | +2.585    | 5º      | 13    |
| 5º   | 33 | Brad Binder           | Red Bull KTM Factory Racing | KTM RC16           | 26   | +2.721    | 10º     | 11    |
| 6º   | 43 | Jack Miller           | Ducati Lenovo               | Ducati Desmosedici | 26   | +3.045    | 6º      | 10    |
| 7º   | 89 | Jorge Martín          | Prima Pramac Racing         | Ducati Desmosedici | 26   | +4.340    | 3º      | 9     |
| 8º   | 36 | Joan Mir              | Suzuki Ecstar               | Suzuki GSX-RR      | 26   | +8.185    | 14º     | 8     |
| 9º   | 88 | Miguel Oliveira       | Red Bull KTM Factory Racing | KTM RC16           | 26   | +8.325    | 8º      | 7     |
| 10º  | 42 | Álex Rins             | Suzuki Ecstar               | Suzuki GSX-RR      | 26   | +8.596    | 9º      | 6     |
| 11º  | 23 | Enea Bastianini       | Gresini Racing              | Ducati Desmosedici | 26   | +9.783    | 16º     | 5     |
| 12º  | 30 | Takaaki Nakagami      | LCR Honda Idemitsu          | Honda RC213V       | 26   | +10.617   | 12º     | 4     |
| 13º  | 5  | Johann Zarco          | Prima Pramac Racing         | Ducati Desmosedici | 26   | +14.405   | 7º      | 3     |
| 14º  | 49 | Fabio Di Giannantonio | Gresini Racing              | Ducati Desmosedici | 26   | +17.681   | 15º     | 2     |
| 15º  | 73 | Álex Márquez          | LCR Honda Castrol           | Honda RC213V       | 26   | +25.866   | 21º     | 1     |
| 16º  | 4  | Andrea Dovizioso      | WithU Yamaha RNF            | Yamaha YZR-M1      | 26   | +29.711   | 17º     |       |
| 17º  | 10 | Luca Marini           | Mooney VR46 Racing          | Ducati Desmosedici | 26   | +30.296   | 13º     |       |
| 18º  | 6  | Stefan Bradl          | Repsol Honda                | Honda RC213V       | 26   | +32.225   | 18º     |       |
| 19º  | 87 | Remy Gardner          | Tech3 KTM Factory Racing    | KTM RC16           | 26   | +34.947   | 19º     |       |
| 20º  | 32 | Lorenzo Savadori      | Aprilia Racing              | Aprilia RS-GP      | 26   | +35.798   | 22º     |       |

### Ritirati
| Nº | Pilota            | Squadra                  | Motocicletta  | Giri | Griglia |
| -- | ----------------- | ------------------------ | ------------- | ---- | ------- |
| 25 | Raúl Fernández    | Tech3 KTM Factory Racing | KTM RC16      | 18   | 23º     |
| 20 | Fabio Quartararo  | Monster Energy Yamaha    | Yamaha YZR-M1 | 11   | 2º      |
| 40 | Darryn Binder     | WithU Yamaha RNF         | Yamaha YZR-M1 | 8    | 24º     |
| 21 | Franco Morbidelli | Monster Energy Yamaha    | Yamaha YZR-M1 | 8    | 20º     |

## Moto2

### Arrivati al traguardo
| Pos. | Nº | Pilota                  | Squadra                  | Motocicletta | Giri | Tempo     | Griglia | Punti |
| ---- | -- | ----------------------- | ------------------------ | ------------ | ---- | --------- | ------- | ----- |
| 1º   | 37 | Augusto Fernández       | Red Bull KTM Ajo         | Kalex        | 24   | 39'07.133 | 9º      | 25    |
| 2º   | 79 | Ai Ogura                | Idemitsu Honda Team Asia | Kalex        | 24   | +0.660    | 4º      | 20    |
| 3º   | 96 | Jake Dixon              | Inde GasGas Aspar        | Kalex        | 24   | +0.725    | 1º      | 16    |
| 4º   | 13 | Celestino Vietti        | Mooney VR46 Racing       | Kalex        | 24   | +0.758    | 11º     | 13    |
| 5º   | 64 | Bo Bendsneyder          | Pertamina Mandalika SAG  | Kalex        | 24   | +1.485    | 8º      | 11    |
| 6º   | 21 | Alonso López            | MB Conveyors Speed Up    | Boscoscuro   | 24   | +5.417    | 5º      | 10    |
| 7º   | 14 | Tony Arbolino           | Elf Marc VDS Racing      | Kalex        | 24   | +5.553    | 13º     | 9     |
| 8º   | 16 | Joe Roberts             | Italtrans Racing         | Kalex        | 24   | +7.396    | 7º      | 8     |
| 9º   | 18 | Manuel González         | Yamaha VR46 Master Camp  | Kalex        | 24   | +7.589    | 15º     | 7     |
| 10º  | 12 | Filip Salač             | Gresini Racing           | Kalex        | 24   | +7.691    | 12º     | 6     |
| 11º  | 54 | Fermín Aldeguer         | MB Conveyors Speed Up    | Boscoscuro   | 24   | +9.322    | 20º     | 5     |
| 12º  | 9  | Jorge Navarro           | Flexbox HP40             | Kalex        | 24   | +15.028   | 6º      | 4     |
| 13º  | 35 | Somkiat Chantra         | Idemitsu Honda Team Asia | Kalex        | 24   | +17.443   | 16º     | 3     |
| 14º  | 52 | Jeremy Alcoba           | Liqui Moly Intact GP     | Kalex        | 24   | +19.188   | 23º     | 2     |
| 15º  | 7  | Barry Baltus            | RW Racing GP             | Kalex        | 24   | +19.256   | 14º     | 1     |
| 16º  | 19 | Lorenzo Dalla Porta     | Italtrans Racing         | Kalex        | 24   | +19.898   | 19º     |       |
| 17º  | 42 | Marcos Ramírez          | MV Agusta Forward Racing | MV Agusta F2 | 24   | +28.669   | 22º     |       |
| 18º  | 84 | Zonta van den Goorbergh | RW Racing GP             | Kalex        | 24   | +28.787   | 21º     |       |
| 19º  | 4  | Sean Dylan Kelly        | American Racing          | Kalex        | 24   | +44.544   | 24º     |       |
| 20º  | 24 | Simone Corsi            | MV Agusta Forward Racing | MV Agusta F2 | 24   | +44.612   | 25º     |       |
| 21º  | 81 | Keminth Kubo            | Yamaha VR46 Master Camp  | Kalex        | 24   | +50.836   | 28º     |       |
| 22º  | 55 | Alex Toledo             | Pertamina Mandalika SAG  | Kalex        | 24   | +51.009   | 26º     |       |

### Ritirati
| Nº | Pilota             | Squadra              | Motocicletta | Giri | Griglia |
| -- | ------------------ | -------------------- | ------------ | ---- | ------- |
| 75 | Albert Arenas      | Inde GasGas Aspar    | Kalex        | 22   | 2º      |
| 28 | Niccolò Antonelli  | Mooney VR46 Racing   | Kalex        | 22   | 27º     |
| 6  | Cameron Beaubier   | American Racing      | Kalex        | 20   | 18º     |
| 61 | Alessandro Zaccone | Gresini Racing       | Kalex        | 13   | 17º     |
| 23 | Marcel Schrötter   | Liqui Moly Intact GP | Kalex        | 11   | 10º     |
| 22 | Sam Lowes          | Elf Marc VDS Racing  | Kalex        | 3    | 3º      |

## Moto3

### Arrivati al traguardo
| Pos. | Nº | Pilota          | Squadra                   | Motocicletta  | Giri | Tempo     | Griglia | Punti |
| ---- | -- | --------------- | ------------------------- | ------------- | ---- | --------- | ------- | ----- |
| 1º   | 71 | Ayumu Sasaki    | Sterilgarda Husqvarna Max | Husqvarna     | 22   | 37'28.371 | 1º      | 25    |
| 2º   | 28 | Izan Guevara    | GasGas Aspar              | Gas Gas       | 22   | +0.314    | 3º      | 20    |
| 3º   | 11 | Sergio García   | GasGas Aspar              | Gas Gas       | 22   | +0.392    | 18º     | 16    |
| 4º   | 24 | Tatsuki Suzuki  | Leopard Racing            | Honda NSF250R | 22   | +0.399    | 2º      | 13    |
| 5º   | 43 | Xavier Artigas  | CFMoto Racing PrüstelGP   | CFMoto        | 22   | +0.661    | 9º      | 11    |
| 6º   | 96 | Daniel Holgado  | Red Bull KTM Ajo          | KTM RC 250 GP | 22   | +11.540   | 12º     | 10    |
| 7º   | 82 | Stefano Nepa    | Angeluss MTA              | KTM RC 250 GP | 22   | +11.606   | 14º     | 9     |
| 8º   | 6  | Ryusei Yamanaka | MT Helmets - MSI          | KTM RC 250 GP | 22   | +12.225   | 13º     | 8     |
| 9º   | 53 | Deniz Öncü      | Red Bull KTM Tech3        | KTM RC 250 GP | 22   | +12.309   | 17º     | 7     |
| 10º  | 27 | Kaito Toba      | CIP Green Power           | KTM RC 250 GP | 22   | +12.368   | 20º     | 6     |
| 11º  | 54 | Riccardo Rossi  | SIC58 Squadra Corse       | Honda NSF250R | 22   | +12.596   | 16º     | 5     |
| 12º  | 48 | Iván Ortolá     | Angeluss MTA              | KTM RC 250 GP | 22   | +12.878   | 21º     | 4     |
| 13º  | 20 | Lorenzo Fellon  | SIC58 Squadra Corse       | Honda NSF250R | 22   | +12.976   | 8º      | 3     |
| 14º  | 99 | Carlos Tatay    | CFMoto Racing PrüstelGP   | CFMoto        | 22   | +17.903   | 23º     | 2     |
| 15º  | 16 | Andrea Migno    | Rivacold Snipers          | Honda NSF250R | 22   | +20.915   | 15º     | 1     |
| 16º  | 10 | Diogo Moreira   | MT Helmets - MSI          | KTM RC 250 GP | 22   | +30.606   | 19º     |       |
| 17º  | 67 | Alberto Surra   | Rivacold Snipers          | Honda NSF250R | 22   | +37.419   | 25º     |       |
| 18º  | 64 | Mario Aji       | Honda Team Asia           | Honda NSF250R | 22   | +44.008   | 27º     |       |
| 19º  | 85 | Luca Lunetta    | QJMotor Avintia Racing    | KTM RC 250 GP | 22   | +44.132   | 30º     |       |
| 20º  | 70 | Joshua Whatley  | VisionTrack Racing        | Honda NSF250R | 22   | +44.135   | 29º     |       |
| 21º  | 72 | Taiyo Furusato  | Honda Team Asia           | Honda NSF250R | 22   | +44.366   | 26º     |       |
| 22º  | 22 | Ana Carrasco    | BOE Motorsports           | KTM RC 250 GP | 22   | +44.486   | 28º     |       |

### Ritirati
| Nº | Pilota           | Squadra                   | Motocicletta  | Giri | Griglia |
| -- | ---------------- | ------------------------- | ------------- | ---- | ------- |
| 5  | Jaume Masiá      | Red Bull KTM Ajo          | KTM RC 250 GP | 21   | 6º      |
| 44 | David Muñoz      | BOE Motorsports           | KTM RC 250 GP | 21   | 4º      |
| 17 | John McPhee      | Sterilgarda Husqvarna Max | Husqvarna     | 21   | 11º     |
| 31 | Adrián Fernández | Red Bull KTM Tech3        | KTM RC 250 GP | 21   | 7º      |
| 66 | Joel Kelso       | CIP Green Power           | KTM RC 250 GP | 21   | 10º     |
| 7  | Dennis Foggia    | Leopard Racing            | Honda NSF250R | 17   | 5º      |
| 19 | Scott Ogden      | VisionTrack Racing        | Honda NSF250R | 5    | 24º     |
| 23 | Elia Bartolini   | QJMotor Avintia Racing    | KTM RC 250 GP | 4    | 22º     |

## MotoE
Tutti i piloti sono dotati di motocicletta fornita dalla Energica.

### Gara 1

#### Arrivati al traguardo
| Pos. | Nº | Pilota             | Squadra                    | Giri | Tempo     | Griglia | Punti |
| ---- | -- | ------------------ | -------------------------- | ---- | --------- | ------- | ----- |
| 1º   | 77 | Dominique Aegerter | Dynavolt Intact GP         | 8    | 13'55.704 | 1º      | 25    |
| 2º   | 51 | Eric Granado       | LCR E-Team                 | 8    | +0.072    | 2º      | 20    |
| 3º   | 27 | Mattia Casadei     | Pons Racing 40             | 8    | +0.081    | 4º      | 16    |
| 4º   | 11 | Matteo Ferrari     | Felo Gresini               | 8    | +0.507    | 3º      | 13    |
| 5º   | 4  | Héctor Garzó       | Tech3 E-racing             | 8    | +0.960    | 7º      | 11    |
| 6º   | 71 | Miquel Pons        | LCR E-Team                 | 8    | +1.224    | 5º      | 10    |
| 7º   | 7  | Niccolò Canepa     | WithU GRT RNF              | 8    | +2.810    | 6º      | 9     |
| 8º   | 38 | Bradley Smith      | WithU GRT RNF              | 8    | +5.310    | 8º      | 8     |
| 9º   | 40 | Jordi Torres       | Pons Racing 40             | 8    | +5.347    | 11º     | 7     |
| 10º  | 21 | Kevin Zannoni      | Ongetta SIC58 Squadracorse | 8    | +9.564    | 12º     | 6     |
| 11º  | 34 | Kevin Manfredi     | Octo Pramac                | 8    | +9.742    | 13º     | 5     |
| 12º  | 12 | Javier Forés       | Octo Pramac                | 8    | +11.392   | 10º     | 4     |
| 13º  | 78 | Hikari Ōkubo       | Avant Ajo                  | 8    | +12.834   | 18º     | 3     |
| 14º  | 17 | Alex Escrig        | Tech3 E-racing             | 8    | +12.917   | 14º     | 2     |
| 15º  | 6  | María Herrera      | OpenBank Aspar             | 8    | +13.371   | 15º     | 1     |
| 16º  | 72 | Alessio Finello    | Felo Gresini               | 8    | +17.992   | 16º     |       |
| 17º  | 10 | Unai Orradre       | Avintia Esponsorama Racing | 8    | +17.610   | 17º     |       |

#### Ritirato
| Nº | Pilota      | Squadra        | Giri | Griglia |
| -- | ----------- | -------------- | ---- | ------- |
| 70 | Marc Alcoba | OpenBank Aspar | 7    | 9º      |

### Gara 2
La seconda gara della MotoE è stata interrotta dopo tre giri per pioggia, assegnando punteggio dimezzato.

#### Arrivati al traguardo
| Pos. | Nº | Pilota             | Squadra                    | Giri | Tempo    | Griglia | Punti |
| ---- | -- | ------------------ | -------------------------- | ---- | -------- | ------- | ----- |
| 1º   | 51 | Eric Granado       | LCR E-Team                 | 3    | 5'21.094 | 2º      | 12,5  |
| 2º   | 77 | Dominique Aegerter | Dynavolt Intact GP         | 3    | +0.270   | 1º      | 10    |
| 3º   | 27 | Mattia Casadei     | Pons Racing 40             | 3    | +0.556   | 4º      | 8     |
| 4º   | 11 | Matteo Ferrari     | Felo Gresini               | 3    | +0.646   | 3º      | 6,5   |
| 5º   | 7  | Niccolò Canepa     | WithU GRT RNF              | 3    | +2.784   | 6º      | 5,5   |
| 6º   | 17 | Alex Escrig        | Tech3 E-racing             | 3    | +2.805   | 14º     | 5     |
| 7º   | 34 | Kevin Manfredi     | Octo Pramac                | 3    | +3.751   | 13º     | 4,5   |
| 8º   | 6  | María Herrera      | OpenBank Aspar             | 3    | +4.143   | 15º     | 4     |
| 9º   | 21 | Kevin Zannoni      | Ongetta SIC58 Squadracorse | 3    | +4.216   | 12º     | 3,5   |
| 10º  | 4  | Héctor Garzó       | Tech3 E-racing             | 3    | +5.519   | 7º      | 3     |
| 11º  | 78 | Hikari Ōkubo       | Avant Ajo                  | 3    | +9.943   | 18º     | 2,5   |
| 12º  | 72 | Alessio Finello    | Felo Gresini               | 3    | +10.094  | 16º     | 2     |
| 13º  | 70 | Marc Alcoba        | OpenBank Aspar             | 2    | +1 giro  | 9º      | 1,5   |
| 14º  | 10 | Unai Orradre       | Avintia Esponsorama Racing | 2    | +1 giro  | 17º     | 1     |
| 15º  | 12 | Javier Forés       | Octo Pramac                | 2    | +1 giro  | 10º     | 0,5   |
| 16º  | 40 | Jordi Torres       | Pons Racing 40             | 2    | +1 giro  | 11º     |       |
| 17º  | 38 | Bradley Smith      | WithU GRT RNF              | 2    | +1 giro  | 8º      |       |

#### Ritirato
| Nº | Pilota      | Squadra    | Giri | Griglia |
| -- | ----------- | ---------- | ---- | ------- |
| 71 | Miquel Pons | LCR E-Team | 2    | 5º      |